# Émile Emmanuel Herbillon
Pour les articles homonymes, voir Herbillon.
Émile Emmanuel Herbillon (né le 13 octobre 1867 à Versailles et mort le 6 juin 1956  à Paris 17e) est un colonel français.

## Biographie
Fils du colonel Émile Alexandre Herbillon, combattant de la guerre de 1870, Émile Herbillon a commencé sa carrière au 4e hussards.
Après avoir fait partie de la mission militaire française en Grèce, il est, le 14 août 1914, nommé en qualité de commandant (initialement adjoint au colonel Pénelon), comme officier de liaison entre le G.Q.G. d'un côté et le gouvernement de l'autre (ministre de la guerre, président du conseil, président de la République). Il passe toute la guerre à ce poste, étant porté au grade de lieutenant-colonel en 1917. Ce poste était un observatoire privilégié pour se rendre compte des atermoiements, compromis politiques et des 'dessous' des nominations, mutations, limogeages et décisions de stratégie militaire. Cela apparait dans ses mémoires, publiés en 1930 aux Éditions Jules Tallandier. Il avait, à ce moment-là, pris sa retraite à Paris.

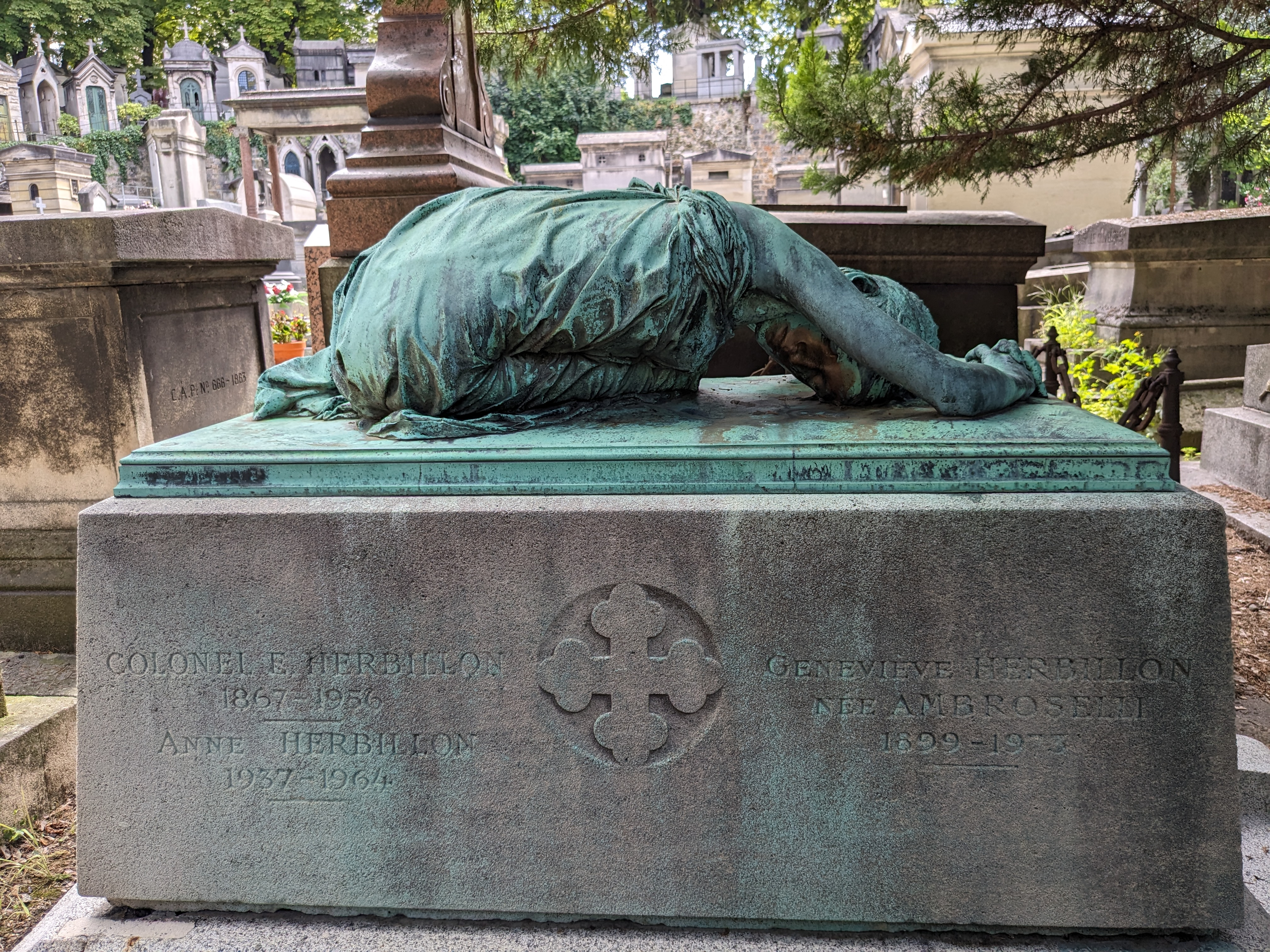
Tombe de la famille Herbillon

L’Académie française lui décerne le prix Montyon en 1935 pour Du général en chef au gouvernement.
Il est inhumé avec son père au cimetière de Montmartre 5e division.